# Langue agglutinante

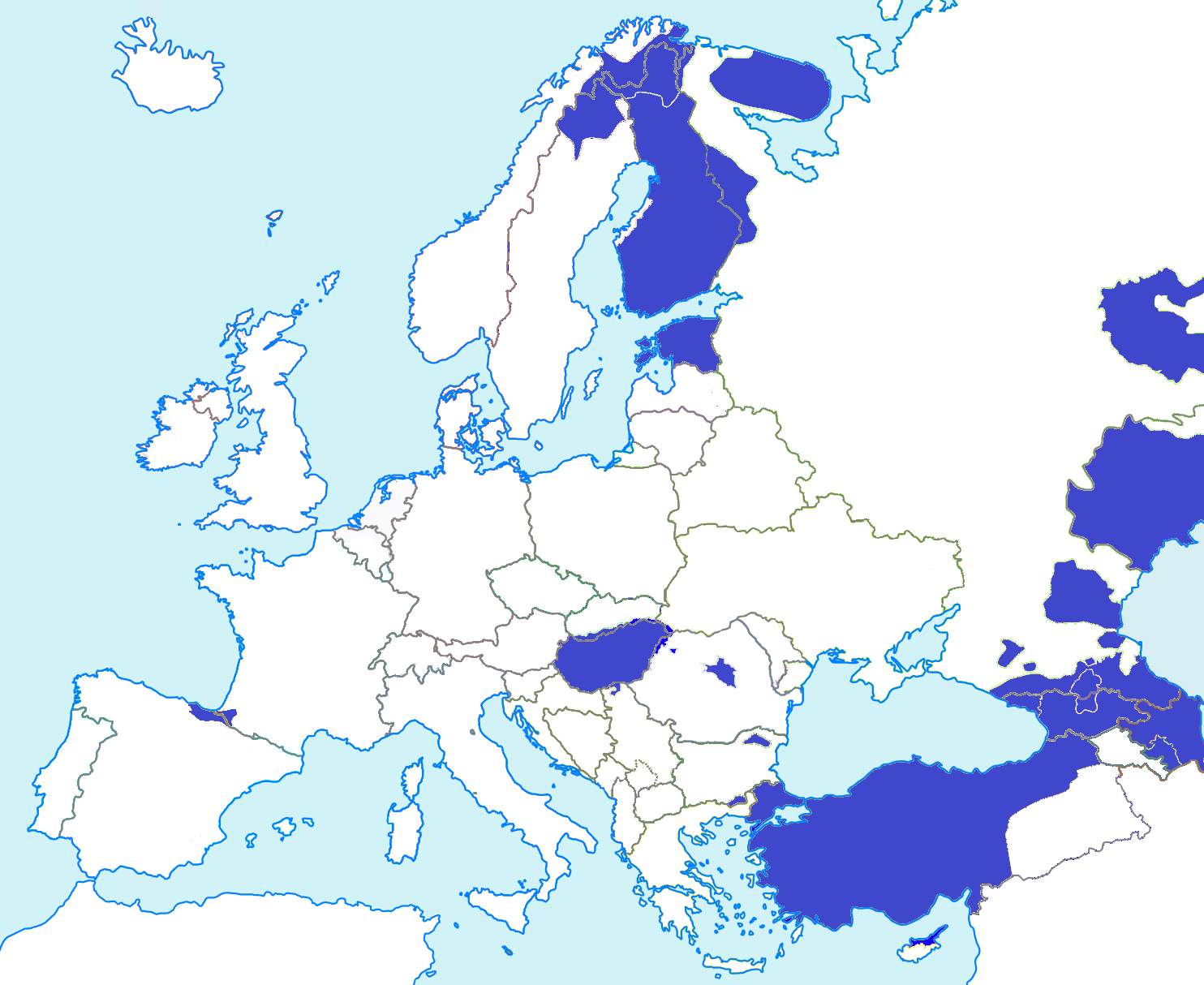
Carte des langues agglutinantes en Europe

En typologie morphologique, une langue agglutinante est une langue dont les traits grammaticaux sont marqués par l'assemblage d'éléments basiques appelés morphèmes, un morphème désignant ainsi le plus petit élément porteur d'un trait grammatical précis. Dans une langue agglutinante les mots sont formés par assemblage de ces morphèmes, qui sont le plus souvent invariables.
Les langues agglutinantes forment un sous-groupe des langues flexionnelles. Le terme de langue agglutinante a été créé en 1836 par le linguiste allemand Wilhelm von Humboldt. Il est formé à partir du verbe latin agglutinare, signifiant « coller ensemble ». L'autre groupe des langues flexionnelles est celui des langues synthétiques.
Comptent parmi les langues agglutinantes les langues dravidiennes (tamoul, kannada, télougou, malayalam), les langues austronésiennes (indonésien, tagalog), les langues turciques (turc, kazakh), le mongol, les langues ouraliennes (estonien, finnois, hongrois), le coréen, le japonais, le basque, le nahuatl, le géorgien, l'abkhaze, le swahili, le somali, le zoulou, le quechua, l'aymara. L'arménien est la seule des langues indo-européennes à être plus agglutinante que flexionnelle,.
L'inuktitut est aussi une langue agglutinante mais appartient à un type de langue agglutinante particulier : les langues polysynthétiques. Certaines langues construites à visée internationale, comme l’espéranto ou le pandunia, possèdent également des mécanismes d'agglutination, bien que très sommaires.
Certaines langues de fiction, comme le klingon, le noir parler et le novlangue, sont fondées sur une syntaxe agglutinante.

## Exemples
- En finnois, la forme taloissani (dans mes maisons) se décompose en : talo « maison » + i marque du pluriel + ssa marque de l'inessif (« dans ») + ni suffixe indiquant un possesseur de première personne du singulier (« mon, ma, mes »).

- En basque, la forme etxeetan (« dans les maisons ») se décompose en etxe « maison » + -etan marque de l'inessif pluriel, « dans les ». Aussi, izokinaren (izokin « saumon » +  -aren marque du génitif singulier - « du saumon, qui appartient au saumon »), hegazkinerantz (hegazkin « avion » + -e- (voyelle euphonique) + -rantz, marque de l'adlatif singulier - « vers l'avion » ), Frantziatik (Frantzia « France » + -tik marque de l'ablatif singulier - « depuis (la) France »).

- En tamoul, la forme வீடுகளில், soit en transcription « vīṭukaḷil » (dans les maisons) se décompose en vīṭu « maison » + kaḷ marque du pluriel + il marque du lieu « dans ».

- Le hongrois obéit aux mêmes principes[6] : ház (« la maison ») → házam (« ma maison ») → házaim (« mes maisons ») → házaimban (« dans mes maisons »). Cependant, le pluriel formé à l'aide de la marque i n'est utilisé que pour la possession. À part celle-ci, il est toujours marqué par un k, que ce soit sur les noms comme dans ház → házak (« les maisons ») → házakban (« dans les maisons »), ou sur les verbes comme dans látja (« il/ elle le voit ») → látják (« ils/ elles le voient »)[7].

- En turc, la construction est très similaire : à partir de ev (maison) on forme : evler (les maisons), evlerim (mes maisons), puis evlerimde (dans mes maisons) ou encore evlerimdekiler (ceux qui sont dans mes maisons).

- En japonais, l'agglutination se déroule de manière semblable mais reste très marquée dans la langue moderne par un phénomène de contraction des formes agglutinées entre elles. Ainsi la phrase 「 寒くなかったでしょうね。」, soit en transcription Hepburn modifiée : « samukunakatta deshō ne » (« Il ne faisait pas froid, n'est-ce pas ? ») se décompose ainsi : samuku + naku + ari + ta + deshô + ne, plus précisément : samuku (adjectif signifiant « froid » à la forme suspensive) + naku (adjectif de négation à la forme suspensive) + ari (verbe topo-ontologique « être/avoir/il y a » à la forme suspensive, utilisé ici comme auxiliaire adjectival permettant une suffixation temporelle) + ta (marque du passé dit « explicatif », par opposition au passé narratif) + deshō (copule marquée d'une sorte de conditionnel adoucissant) + ne (particule postpositionnelle interrogative, qui implique généralement l'attente d'une réponse ou d'une réaction de la part de la personne interrogée, la plupart du temps une simple approbation, interjection appelée aizuchi). On passe donc de : samuku + naku + ari + ta + deshô + ne à : samuku + nak(u) + a(ri) + tta + deshô + ne autrement dit : samuku + nak + a + tta + deshô + ne ou encore : samuku + nakatta + deshô + ne, ainsi qu'on le présente généralement dans les grammaires modernes simplifiées.
- Le géorgien présente également une importante capacité à agglutiner de nombreux éléments en plus des désinences flexionnelles. Ainsi dans c'est dans les maisons se dira ეს სახლებშია (es sakhlchebchia), c'est-à-dire ეს (« es » = ce) + სახლ- (« sakhl » radical de სახლი « sakhli » = « maison ») + -ებ- (« eb » = suffixe du pluriel) + le suffixe -ში- (« chi » = postposition signifiant dans) + le suffixe -ა (« a » forme courte suffixée de არის "aris" signifiant « est »). Le système verbal extrêmement complexe du géorgien peut réserver également bien des surprises. À titre d'exemple, sans rentrer dans les détails de formation, დავახატვინებ (davakhat'vineb) signifie « je le lui ferai peindre » ou bien დაქალდაო (dakaldao) signifie « elle est devenue une femme, disaient-ils ».
- L'arménien, bien que langue flexionnelle, peut présenter le caractère agglutinant dans certaines constructions. Ainsi, la forme flexionnelle im tneri medj (dans mes maisons) se décompose de im (« mes ») + tneri (« maisons » au génitif) + medj (« dans »). On retrouve toutefois bien une agglutination dans la version tnerums, qui assemble tner (« maisons ») + um (suffixe voulant dire « dans ») + s indiquant un possesseur de première personne. Une forme mixte existe également, im tnerum, où l'on retrouve im pour la première personne du singulier et le um à la fin de tnerum. Cependant, l'agglutination est davantage usitée dans les formes familiales et dialectiques de l'arménien.

Il faut noter qu'une langue agglutinante est une langue dont la flexion est agglutinante (la déclinaison ou/et la conjugaison), mais ce caractère ne doit pas être confondu avec une grande capacité à créer des mots composés. Ainsi, l'allemand, malgré une forte capacité de composition (Donaudampfschiffahrtsgesellschaft = Société de navigation à vapeur du Danube), ne fait pas partie des langues agglutinantes. Le principe de la composition (nominale, verbale ou autre) se trouve dans de nombreuses langues qui peuvent avoir un fonctionnement grammatical global très différent.